# Lasioserica dolakhana
Lasioserica dolakhana är en skalbaggsart som beskrevs av Ahrens 2004. Lasioserica dolakhana ingår i släktet Lasioserica och familjen Melolonthidae. Inga underarter finns listade i Catalogue of Life.